# التحرر من الخوف (لوحة)
التحرر من الخوف (بالإنجليزية: Freedom from Fear)‏ هي اللوحة الزيتية الأخيرة من الحريات الأربع  التي رسمها الفنان الأميركي نورمان روكويل. وترتكز هذه السلسلة على الأهداف المعروفة باسم الحريات الأربع التي أعلنها الرئيس ال32 للولايات المتحدة،فرانكلين روزفلت ، في خطابه في 6 يناير 1941. نشرت التحرر من الخوف في 13 مارس 1943.